# Étienne de Raulin
Étienne de Raulin de Gueutteville de Realcamp (sous le pseudonyme Colonel Laboureur pendant la résistance intérieure) (17 janvier 1902 - Laval, † 13 février 1956 - Erquy) était un ingénieur, journaliste et un homme politique français du XXe siècle, membre de la première Assemblée nationale constituante pour le Maine-et-Loire, député de la Seine (1946-1951).

## Biographie

### Origine
Fils d'André de Raulin (1872-1935) et de Marie-Thérèse Varangot (1875-1961), marié à Bernadette Braye de Chéreille en 1921, à Thiphaine de Launoy en 1933, il est ingénieur agronome.
Il ne s'appelait que Raulin à sa naissance ; son état civil est rectifié par jugement du 16 mars 1905 du tribunal civil de Mayenne.

### Action française
Il milite à partir des années 1920 à l'Action française. Il rédige des articles à La Gazette de l’Ouest de Rennes. Secrétaire des Jeunesses patriotes de l'Ille-et-Vilaine. Il tire plusieurs balles dans la direction de son bureau le 10 juin 1925 en faisant croire qu'il s'agit d'un attentat communiste. Il est alors exclu de l'Action française.

### Extrême droite
Il fonde et dirige à Lyon, en 1929 L'Union française, qui devient en 1931 le journal de la Ligue nationale populaire.
Il est l'auteur en 1932 de Vers un ordre social nouveau, où il propose une réforme des assurances sociales basée sur le mutualisme en cas de victoire des républicains modérés. Selon Henry Coston, il est membre du Parti social français.

### Résistance
Lors de la seconde guerre mondiale, il rejoint le mouvement Résistance et joue un rôle actif à la direction du Mouvement de libération nationale. Il organise les régiments de transports de l'Ouest, et est commandant du 1er Régiment de Bretagne.
Il est lieutenant-colonel FFI, membre du BCRA.
Pour Raulin, l'état-major de la région M était relié au COMAC par son délégué militaire régional Georges Beaufils (Colonel Drummont)). Raulin indique que les réunions de l'état-major avaient lieu très souvent depuis mars 1944 au domicile de sa mère en Mayenne. Le général Marcel Allard, et le D.M.R. Georges Beaufils y assistaient ainsi que le commandant Clément Prudhon (Cluny) Francs-tireurs et partisans, et les colonels Robert Delente (Demagny) et Robert Kaskoreff (Birien) de l'Organisation civile et militaire.
Le 29 mai 1944, une réunion rassemble entre autres des responsables Sarthois mais également Jacques Foccart, le général Allard, et Raulin, responsable de la Mayenne. Les débats mettent l'accent sur la pénurie d'armes provoquée par la capture des dépôts et la nécessité de contacter les maquis formés en Mayenne, dotés en armement par les Britanniques.
Entre-temps et avant les parachutages, en juin 1944, Bouvet du Groupe de Résistance de Château-Gontier héberge à plusieurs reprises Étienne de Raulin (Laboureur) et le général Marcel Allard (Rodolphe), ainsi qu'André Counord. Toutes les réunions importantes se tiennent chez Bouvet, notamment les liaisons entre les différents autres groupes de résistance du département. Counord rejoint Raulin et Allard, qui l'un et l'autre, se tiennent cachés mais prêts à reprendre l'action en Mayenne.
Raulin indique sur le 1er juillet 1944, après avoir pris contact à La Chartre-sur-le-Loir avec les deux nièces du général Georges Catroux et le capitaine Verdier (Vara) qui était l'agent de liaison avec l'état-major national de Paris, il a constitué avec Robert Delente (Demagny) de l'Organisation civile et militaire, en accord avec les chefs Francs-tireurs et partisans le dernier état-major des FFI, qui devait être celui de la Libération. Raulin est chef du 3e bureau de la Région M (Rennes), chargé des opérations militaires sous le nom de Serrurier puis de Laboureur. Claude Jaeger (Colonel Michelin) étant le chef d'état-major.
Il est en juin-juillet 1944 en Mayenne. Il cherche alors selon Paul Janvier à se faire passer comme commandant civil de la Mayenne. Il se met en relation avec Claude de Baissac et se présente comme autonome, sachant que Baissac obtient régulièrement des parachutages, et qu'il est hostile au BCRA. Baissac ayant appris les vraies fonctions de Raulin, le fait arrêter le 27 juillet 1944.
Après la libération de la région, il se prétend investi de l'autorité civile et militaire par le général Dwight D. Eisenhower pour le département de la Mayenne (Gouvernement militaire de l'armée des États-Unis en France..?). Il tentera après la Libération, avec un groupe armé de destituer le préfet Robert Dupérier, qui ne se laissera pas impressionner. Ce conflit, provoqué plus par des ambitions personnelles que pour des raisons politiques, est vite aplani par l'Etat-Major FFI et le colonel Claude Jaeger (Michelin) de la Région M (Rennes) qui font nommer de Raulin à l'Assemblée consultative provisoire délégué par le mouvement Franc-Tireur.

### Gaulliste
Sous le nom de Raulin-Varangot, il est élu dans la liste d’union gaulliste de Maine-et-Loire en 1945 pour l'Assemblée nationale constituante. Il siège au Groupe de la résistance démocratique et socialiste. Il vote la confiance au général de Gaulle, puis à Félix Gouin, et rejette le projet de Constitution de 1946. Il échoue lors des élections législatives de mai 1946 sous la liste d'Union gaulliste. Il est élu dans la quatrième circonscription de la Seine en novembre 1946, à la tête de la liste d’Union contre le tripartisme.
Il soutient l’action du général de Gaulle. Il est avec lui lors du discours de Strasbourg amenant la création du rassemblement du peuple français. Il est élu conseiller municipal de Montrouge sous l'étiquette RPF en octobre 1947.

### Fin de vie politique
Le 21 janvier 1949, Raulin-Laboureur est légèrement blessé lors d’un attentat qui coûte la vie à sa secrétaire, Mademoiselle Nemirowski. Il est l'un des trois parlementaires qui soutiennent publiquement Antoine de Récy dans l’affaire des bons d’Arras. Désapprouvé par le groupe d’action démocratique et sociale (RPF), il devient député non inscrit. Il est alors mêlé à plusieurs scandales. Il échoue en Ille-et-Vilaine et dans la Seine aux élections de 1951 et 1952.

## Distinctions
- Chevalier de la Légion d'honneur (14 mai 1945)[8]
- Croix de guerre 1939-1945
- Médaille de la Résistance française avec rosette (31 mars 1947)[9]

### Études locales
- Marc Valée, Cinq années de vie et de guerre en pays mayennais. Groupe Iéna, Château-Gontier, 1962. 414 p.
- Francis Robin, La Mayenne de 1940 à 1944, Occupation, Résistance, Libération, Laval, 1973.